# تيدي إيكلز
تيدي إيكلز (بالإنجليزية: Teddy Eccles)‏ مواليد 9 يونيو 1955 في مقاطعة لوس أنجلوس، الولايات المتحدة، هو ممثل أمريكي بدأ مسيرته الفنية سنة 1960.

## الأعمال
- ذا والتونز (1974) (بدور: مايكل ويست)
- كوينسي إم إي (1977) (بدور: كريس ديفيس)

## روابط خارجية
- تيدي إيكلز على موقع IMDb (الإنجليزية)
- تيدي إيكلز على موقع تيرنر كلاسيك موفيز (الإنجليزية)
- تيدي إيكلز على موقع قاعدة بيانات الأفلام السويدية (السويدية)
- تيدي إيكلز على موقع قاعدة بيانات الفيلم (الإنجليزية)
- تيدي إيكلز على موقع كينوبويسك (الروسية)